# Yangtzekanaal
Het Yangtzekanaal is een vaarweg in de Rotterdamse Maasvlakte, en is een zijtak van het Beerkanaal. Tot het kanaal in 2012 werd doorgetrokken naar de Maasvlakte 2 was het de  Yangtzehaven.

## Haven
De Yangtzehaven werd aangelegd als toegangspoort tot de Tweede Maasvlakte. De Yangtzehaven werd eerst gebruikt als wachtplaats voor schepen die niet direct aan de kade terechtkunnen. Omdat het water in de Yangtzehaven 20 meter diep is, het diepste van de hele Rotterdamse haven, werd deze ook gebruikt voor het laden en lossen van half-afzinkbare zwaar-transportschepen en andere verrichtingen die diep en rustig water nodig hadden.

## Kanaal
In november 2012 zorgde aannemer PUMA ervoor dat met een geplande dijkdoorbraak de Yangtzehaven verbonden werd met de Prinses Arianehaven, de Prinses Alexiahaven en de Prinses Amaliahaven.
Met ingang van 24 oktober 2012 is de naam Yangtzehaven veranderd in Yangtzekanaal. Deze verandering van de naamgeving van de vaarweg houdt verband met het gewijzigde karakter van de Yangtzehaven welke door een open verbinding met de havenbekkens op Maasvlakte 2 het karakter van een doorgaande vaarweg heeft gekregen. Het Yangtzekanaal is 600 meter breed en 20 meter diep. Vanaf het voorjaar 2013 is hierdoor de Maasvlakte 2 nautisch toegankelijk voor de grootste containerschepen ter wereld die hun lading zullen laden en lossen in de nieuwe havens. 

## Activiteiten
Aan het begin van het kanaal, aan de noordkant, liggen de steigers van de Maasvlakte Olie Terminal (MOT). Verder naar het westen ligt de Euromax Containerterminal met een beoogde capaciteit van 2,3 miljoen TEU per jaar.